# Cordon sanitaire
Pour les sens dérivés de cette expression, voir Cordon sanitaire (pays) et Cordon sanitaire (politique).
Un cordon sanitaire est un espace contrôlé en vue de surveiller les accès à une zone où sévit une épidémie.
En 1821, la France envoie trente mille soldats sceller la frontière avec l'Espagne, officiellement pour empêcher une épidémie de fièvre jaune qui sévit à Barcelone de franchir les Pyrénées, et c'est à cette occasion que le mot « cordon sanitaire » est employé pour la première fois. En réalité l'objectif était d'empêcher le passage d'idées libérales et révolutionnaires de l'Espagne constitutionnelle vers la France de Louis XVIII. 
En 1834, le comté de Nice qui appartient au royaume de Sardaigne est fermé par un cordon sanitaire sur la rive gauche du Var qui forme la frontière, forçant les étrangers à observer une quarantaine sur la rive droite en raison d’une épidémie de choléra. C'est ainsi que Lord Henry Brougham and Vaux, grand Chancelier d’Angleterre qui emmenait sa fille Éléonore-Louise visiter l’Italie, contraint de faire demi-tour, découvre Cannes.